# ピエール・ギュヨタ
ピエール・ギュヨタ（ギュイヨタ）（Pierre Guyotat, 1940年1月9日 - 2020年2月7日）は、フランスの小説家。近代文学が囚われていた“心理的要素”、“論理的要素”から文学を解放し、現代のロマネスクを探求した。徹底した唯物論的姿勢を貫きながらも、独自の詩情を手放さず、読み手の視覚に直接イメージを投げかけるその記述が特徴。

## 略歴
1940年1月9日、フランスのロワール県ブール＝アンジャンタールで生まれ、9歳で性に目覚める。宗教学校を経たのちリヨンとパリで教育を受け、フランス・オプセルヴァトゥール紙の編集者になる。
1960年から1962年までアルジェリアで兵役（アルジェリア植民地戦争）に服すが、反抗兵とし投獄され、懲罰部隊へ入れられる。この戦争体験がギュヨタの想像力に強烈なイマージュを焼きつけ彼を作家にしたと言われている。27歳の時にその体験を元に書き綴った小説、『五十万人の兵士の墓』を刊行、アンドレ・ピエール・ド・マンディアルグ、ミシェル・レリスらに賞賛される。
その後、1970年に『エデン・エデン・エデン』がメディシス賞にノミネートされ、選考委員のクロード・シモン、ミシェル・ビュトール、ロブ＝グリエらヌーヴォー・ロマンの作家が強く推すも落選、クロード・シモンがその抗議として辞表を公開提出する。ミシェル・フーコーも同書を絶賛し、序文にはミシェル・レリス、ロラン・バルト、フィリップ・ソレルスが寄稿するが、猥褻文書として即発禁処分に。同時期に共産党へ入党。フォルクスワーゲン・タイプ2で旅に出てサハラ砂漠を何度も横断する。重度の鬱病になり1981年には危機的状況におちいる。
2000年にはジャン＝リュック・ゴダールの映画、『二十一世紀の起源』の中で自身のテクストを朗読。2018年メディシス賞受賞。
2020年2月7日、フランス・パリに於いて死去した。80歳没。

## 邦訳作品
- 『五十万人の兵士の墓─反乱の雅歌篇』1967年　榊原晃三 訳（二見書房）
- 『五十万人の兵士の墓─残酷の黙示録篇』1967年　榊原晃三 訳（二見書房）
- 『エデン エデン エデン』1970年　榊原晃三 訳（二見書房)（ペヨトル工房）

## 主な作品
- 『馬にのって』（ドナルバン名義）未訳
- 『アシュビー』　未訳
- 『五十万人の兵士の墓─反乱の雅歌篇』1967年　榊原晃三 訳（二見書房）
- 『五十万人の兵士の墓─残酷の黙示録篇』1967年　榊原晃三 訳（二見書房）
- 『エデン エデン エデン』1970年　榊原晃三 訳（二見書房)（ペヨトル工房）
- 『白痴』　未訳（2018年メディシス賞）